# Elveszett kincsek vadászai
Az Elveszett kincsek vadászai (eredeti cím: Blood & Treasure) 2019 és 2022 között vetített amerikai kalandsorozat, amelyet Matthew Federman és Stephen Scaia alkotott. A főbb szerepekben Matt Barr, Sofia Pernas, James Callis, Katia Winter és Michael James Shawr látható.
Az első évadot Amerikában 2019. május 21-én a CBS, Magyarországon 2020. március 8-án a TV4 mutatta be. A második évadot Amerikában 2022. július 17-én a Paramount+, míg Magyarországon 2022. október 23-án a TV4 mutatta be.
2023 februárjában két évad után törölték a sorozatot.

## Ismertető
Egy briliáns régiségszakértő és egy ravasz műkincstolvaj összefognak, hogy elkapjanak egy könyörtelen terroristát, aki lopott kincsekből finanszírozza támadásait. Miközben célpontjukra vadászva bejárják a világot, váratlanul egy 2000 éves, a civilizáció bölcsőjéért vívott csata kellős közepén találják magukat.

## Szereplők

### Főszereplők
| Szereplő            | Színész            | Magyar hang    | Leírás |
| ------------------- | ------------------ | -------------- | --- |
| Danny McNamara      | Matt Barr          | Simon Kornél   | Volt FBI-ügynök, aki most ügyvédként dolgozik, lopott műkincsek hazaszállítására szakosodott. |
| Lexi Vaziri         | Sofia Pernas       | Mórocz Adrienn | Mestertolvaj és szélhámosnő, aki Danny partnere a megkínzott múltjuk ellenére. Anyja titokban a Serapis Testvériség tagja és Kleopátra leszármazottja volt. |
| Simon Hardwick      | James Callis       | Dévai Balázs   | Nemzetközi csempész, akit Danny mentett meg, miután Farouk elrabolta, és most a Testvériség titkait igyekszik felfedni. Később megöli Hegazit, állítólag bosszúból a tőle elszenvedett kínzásokért, de valójában azért, hogy Hegazi ne fedje fel, hogy valójában nem is Farouk volt. Kiderül, hogy végig ő volt az igazi Karim Farouk, valamint Reece törvénytelen fia. |
| Aiden Shaw          | Michael James Shaw | Pál Tamás      | Fegyverkereskedő, aki kapcsolatban állt Faroukkal. Eleinte vonakodva segít Dannynek és Lexinek, de végül elfogadható munkakapcsolatot alakít ki velük. |
| Chuck Donnelly atya | Mark Gagliard      |                | Danny gyerekkori barátja, aki papként dolgozik a vatikáni külügyminisztériumban. |
| Gwen Karlsson       | Katia Winter       | Solecki Janka  | Az Interpol ügynöke, akit a Farouk-üggyel bíztak meg. |
| Karim Farouk        | Ódéd Fehr          | Dolmány Attila | Egyiptomi terroristavezér, akit látszólag megöltek egy dróntámadásban, de valahogy túlélte, és most ősi műkincseket akar ellopni, hogy fegyverként használhassa őket. Hardwick lövi le és öli meg, akiről kiderül, hogy ő az igazi Farouk. |
| Violet              | Michelle Lee       |                | Lexi egykori bűntársa és barátja, akit egy balul sikerült rablás után hagyott hátra. Végül kiderül, hogy ő a Nagy Kán, egy sötét szervezet vezetője, aki egy ősi ereklye, a "Szellemzászló" segítségével akarja átvenni a világuralmat. |

### Mellékszereplők
| Szereplő              | Színész          | Magyar hang    | Leírás |
| --------------------- | ---------------- | -------------- | --- |
| Jacob "Jay" Reece III | John Larroquette | Barbinek Péter | Milliárdos és Danny apafigurája, aki felügyeli a Castillo felkutatására és Farouk tervének megállítására tett erőfeszítéseit. Később kiderül, hogy nemcsak azért felelős, hogy Danny apját műkincslopással vádolják, hanem Farouk Reece fia, akit elhagyott, miután Reece-nek viszonya volt egy Zara Farouk nevű nővel. Megölte Dr. Castillót is, miután a nő felfedezte a kapcsolatot közte és Farouk között. |
| Dr. Anna Castillo     | Alicia Coppola   | Spilák Klára   | Danny mentora, akit a világ legnagyobb Kleopátra-szakértőjeként tartanak számon. Jay Reece meggyilkolja, miután felfedte a közte és Karim Farouk közötti kapcsolatot. |
| Bruno Fabi kapitány   | Antonio Cupo     | Pavletits Béla | A Carabinieri TPC tisztje, és titokban a Serapis Testvériség tagja. Meghal, miután lelőtték, miközben Dannynek és Lexinek segített. |

### Magyar változat
- Bemondó: Endrédi Máté

## Évados áttekintés
| Évad | Évad | Részek száma | Részek száma | Eredeti sugárzás | Eredeti sugárzás   | Eredeti adó | Magyar sugárzás   | Magyar sugárzás  | Magyar adó |
| Évad | Évad | Részek száma | Részek száma | Évadbemutató     | Évadzáró           | Eredeti adó | Évadbemutató      | Évadzáró         | Magyar adó |
| ---- | ---- | ------------ | ------------ | ---------------- | ------------------ | ----------- | ----------------- | ---------------- | ---------- |
|      | 1.   | 12           | 12           | 2019. május 21.  | 2019. augusztus 6. |             | 2020. március 8.  | 2020. május 31.  |            |
|      | 2.   | 13           | 13           | 2022. július 17. | 2022. október 2.   |             | 2022. október 23. | 2023. január 15. |            |

## Epizódok

### Első évad (2019)
| Sor. | Év. | Cím                                                      | Rendező                        | Író                                                    | Premier                                            |
| ---- | --- | -------------------------------------------------------- | ------------------------------ | ------------------------------------------------------ | -------------------------------------------------- |
| 1.   | 1.  | Kleopátra átka (The Curse of Cleopatra)                  | Michael Dinner és Alrick Riley | Matthew Federman és Stephen Scaia                      | 2019. május 21. 2020. március 8. 2020. március 15. |
| 2.   | 2.  | A hawala törvények (Code of the Hawaladar)               | Alrick Riley                   | Taylor Elmore                                          | 2019. május 28. 2020. március 22.                  |
| 3.   | 3.  | A Macho Grande titka (The Secret of Macho Grande)        | Tawnia McKiernan               | Lara Olsen                                             | 2019. június 4. 2020. március 29.                  |
| 4.   | 4.  | A Serapis testvériség (The Brotherhood of Serapis)       | Tawnia McKiernan               | Javier Grillo-Marxuach                                 | 2019. június 11. 2020. április 5.                  |
| 5.   | 5.  | A kísértetvonat (The Ghost Train of Sierra Perdida)      | Craig Siebels                  | Gaia Violo                                             | 2019. június 18. 2020. április 12.                 |
| 6.   | 6.  | Menekülés Casablancából (Escape from Casablanca)         | Craig Siebels                  | Siavash Farahani & Dana Farahani                       | 2019. június 25. 2020. április 19.                 |
| 7.   | 7.  | A végzetes uzsonnásdoboz (The Lunchbox of Destiny)       | Holly Dale                     | Kevin Chesley és Bryan Shukoff                         | 2019. július 2. 2020. április 26.                  |
| 8.   | 8.  | Az Atténé-terv árnyékában (The Shadow of Projekt Athena) | Holly Dale                     | Nazrin Choudhury                                       | 2019. július 9. 2020. május 3.                     |
| 9.   | 9.  | A bosszú ára (The Wages of Vengeance)                    | Guy Norman Bee                 | Kevin Chesley, Bryan Shukoff és Javier Grillo-Marxuach | 2019. július 16. 2020. május 10.                   |
| 10.  | 10. | A királynő visszatér (Return of the Queen)               | Guy Norman Bee                 | Dana Farahani és Siavash Farahani                      | 2019. július 23. 2020. május 17.                   |
| 11.  | 11. | Örökség (Legacy of the Father)                           | Steve Boyum                    | David Jurmain                                          | 2019. július 30. 2020. május 24.                   |
| 12.  | 12. | Farouk bosszúja (The Revenge of Farouk)                  | Steve Boyum                    | Matthew Federman és Stephen Scaia                      | 2019. augusztus 6. 2020. május 31.                 |

### Második évad (2022)
| Sor. | Év. | Cím                                                              | Rendező                      | Író                               | Premier                                 |
| ---- | --- | ---------------------------------------------------------------- | ---------------------------- | --------------------------------- | --------------------------------------- |
| 13.  | 1.  | Dzsingisz Kán szelleme (The Soul of Genghis Khan)                | Stephen Scaia                | Matthew Federman és Stephen Scaia | 2022. július 17. 2022. október 23.      |
| 14.  | 2.  | Az arany tigris meséje (Tales of the Golden Tiger)               | Stephen Scaia és Steve Boyum | Jose Molina                       | 2022. július 17. 2022. október 30.      |
| 15.  | 3.  | A Vörös Birodalom zsákmánya (Spoils of the Red Empire)           | Joel Novoa                   | Josh Schaer                       | 2022. július 24. 2022. november 6.      |
| 16.  | 4.  | A tiltott zóna (Into the Forbidden Zone)                         | Joel Novoa                   | Kevin Chesley és Bryan Shukoff    | 2022. július 31. 2022. november 13.     |
| 17.  | 5.  | A Sárkány kapu (Enter the Dragon Gate)                           | Wayne Rose                   | Sandra Chwialkowska               | 2022. augusztus 7. 2022. november 20.   |
| 18.  | 6.  | A Poison-sziget titka (Mystery at Poison Island)                 | Wayne Rose                   | Juliana James                     | 2022. augusztus 14. 2022. november 27.  |
| 19.  | 7.  | Shangri-La bosszúja (The Ravens of Shangri-La)                   | Stephen Scaia                | Tiffany Lo és Ethel Lung          | 2022. augusztus 21. 2022. december 4.   |
| 20.  | 8.  | Sana elveszett városa (The Lost City of Sana)                    | Stephen Scaia                | John Lamm                         | 2022. augusztus 28. 2022. december 11.  |
| 21.  | 9.  | A kán trónja (The Throne of the Khan)                            | Maja Vrvilo                  | Matt Okumura                      | 2022. szeptember 4. 2022. december 18.  |
| 22.  | 10. | A mongolok titkos történelme (The Secret History of the Mongols) | Maja Vrvilo                  | Sandra Chwialkowska               | 2022. szeptember 11. 2022. december 25. |
| 23.  | 11. | Rajtaütés a titkos erődön (Raid on the Hidden Fortress)          | April Mullen                 | Jose Molina                       | 2022. szeptember 18. 2023. január 1.    |
| 24.  | 12. | A patkány éve (The Year of the Rat)                              | April Mullen                 | Kevin Chesley és Bryan Shukoff    | 2022. szeptember 25. 2023. január 8.    |
| 25.  | 13. | Leszámolás Hongkongban (Showdown in Hong Kong)                   | Steve Boyum                  | Matthew Federman                  | 2022. október 2. 2023. január 15.       |

## A sorozat készítése
2017. november 30-án bejelentették, hogy a CBS berendelte a sorozatot, amelyet Matthew Federman és Stephen Scaia készített és írt. A berendelés a hírek szerint egy tizenhárom epizódból álló első évadra szólt, amelyben Federman és Scaia Taylor Elmore, Ben Silverman, Marc Webb és Mark Vlasic mellett vezető producerként is részt vesz. Webb a tervek szerint a sorozat rendezője is lesz. A sorozatban részt vevő produkciós cégek közé tartozik a CBS Television Studios.

### Forgatás
Az első évad forgatására 2018 nyarán került sor a Montréalban, Rómában, Torinoban, Velencében, Gressoney-Saint-Jeanban, Vatikánban, Marrákesben és Tangerben. A második évad forgatása 2019 októberében kezdődött.